# ニューヨーク・ドールズ
ニューヨーク・ドールズ（New York Dolls）は、アメリカ合衆国ニューヨーク出身のロックバンド。後のパンク・ロックに多大な影響を及ぼした。彼らのファッションは中性的なグラム・ロックのものだったが、過激なパフォーマンスや暴力行為などトラブルを常に引き起こすその存在は、パンクに繋がるものだったと評されている。

## 略歴
- 1971年、ジョニー・サンダース（ボーカル&ギター）、アーサー・ケイン（ベース）、リック・リヴェッツ（ギター）、ビリー・マーシア（ドラム）が母体となるバンドActress結成。後にニューヨーク・ドールズと改名。
- 1972年、ギターのリックが脱退。シルヴェイン・シルヴェイン（ギター）、およびデヴィッド・ヨハンセン（ボーカル）が加入。
  - フェイセズの全英ツアーのオープニング・アクトに起用され、その激しいライブや中性的なファッションが注目を集め、アンディ・ウォーホルやルー・リード、デヴィッド・ボウイらから絶賛される。
  - ツアー中にドラムのビリーが死亡（ドラッグを服用後、ホテルの浴槽で溺死している所を発見される）。バンドは新たにジェリー・ノーランを加えて黄金期メンバーとなる。
- 1973年、デビュー・アルバム『ニューヨーク・ドールズ』発表（プロデューサーはトッド・ラングレン）。
- 1974年、2作目のアルバム『悪徳のジャングル』発表。後期ニューヨーク・ドールズのマネージャーは、後にセックス・ピストルズをデビューさせたマルコム・マクラーレンであった。
- 1975年、初来日前にジョニーとジェリーがニューヨーク・ドールズを脱退。バンドは「ドールズ」名義で活動を続ける。
  - 1975年8月の来日公演（単独公演ではなくワールドロックフェスティバルというフェス形式の5公演に出演）時のメンバーは、デヴィッドとシルヴェインに加えてピーター・ジョーダン（ベース：元はバンドのローディーであったがアーサーが不調の時に代役としてステージに立った）、トニー・マシン（ドラム：デヴィッドとシルヴェインの各ソロ活動やエリオット・マーフィーのバックバンド等にも参加した）、クリス・ロビソン（英語版）（キーボード：Robinson[2]やRobenson[3]と誤記されることが多いが正しくはRobisonである）という編成であった。後楽園球場でのライブが録音されて1986年に『david & sylvain / TOKYO DOLLS LIVE!』という名義でLPリリースされた。
- 1977年、正式解散。
- 1991年4月23日、ジョニーが死去。
- 1992年1月14日、ジェリーが死去。
- 2004年6月18日、再結成。
- 2004年7月13日、アーサーが白血病の合併症のため死去。
- 2004年9月、約30年ぶりの来日公演。
- 2021年1月13日、シルヴェインが癌のため死去[4]。
- 2025年2月28日、デヴィッドが癌・脳腫瘍のため死去[5][6][7][8]。

## 解散後
活動当時はケバケバした女装ファッションや度重なるステージでの暴力行為、センセーショナルな言動、メンバーのアルコールやドラッグのトラブルなどでキワモノ扱いを受けたこともあり人気は持続せず、アルバム2作を残して解散してしまった。だが、その後サンダースがパンク勃興期のイギリスで人気を得たこともあり、ラモーンズやセックス・ピストルズなどの英米のパンクミュージシャンに影響を与え、パンクとグラムロックの先駆的な開拓者として評価されている。また、元ザ・スミスのモリッシーが、ニューヨーク・ドールズのファンクラブを主宰していたこともある。2004年の再結成は、彼の尽力によるもの。
1975年（サンダース脱退直後）に在籍していたブラッキー・ローレスは、1982年にヘヴィメタル・バンドW.A.S.P.を結成している。なお、『BURRN!』 2024年1月号（シンコーミュージック発行）に掲載されたインタビュー記事において同氏は、ニューヨーク・ドールズでは2回のステージを務めただけであり皆それを大げさに取り上げている、と答えている。

## メンバー

### オリジナル・メンバー
- ジョニー・サンダース - ボーカル、ギター
- リック・リヴェッツ - ギター
- アーサー・"キラー"・ケイン - ベース
- ビリー・マーシア - ドラム

### 黄金期メンバー
- デヴィッド・ヨハンセン - ボーカル
- ジョニー・サンダース - ギター
- シルヴェイン・シルヴェイン - ギター
- アーサー・"キラー"・ケイン - ベース
- ジェリー・ノーラン - ドラム

### 再結成メンバー
- デヴィッド・ヨハンセン - ボーカル
- シルヴェイン・シルヴェイン - ギター
- アーサー・"キラー"・ケイン - ベース
- スティーブ・コンテ - ギター
- ブライアン・クーニン - キーボード
- ゲイリー・パウエル（リバティーンズ） - ドラム

### 『反逆という名の伝説』ゲスト
- イギー・ポップ
- マイケル・スタイプ（R.E.M.）
- トム・ゲイベル（AGAINST ME!）
- サミ・ヤッファ（ハノイ・ロックス） - ベース

## ディスコグラフィ

### スタジオ・アルバム
- 『ニューヨーク・ドールズ』 - New York Dolls (1973年)
- 『悪徳のジャングル』 - Too Much Too Soon (1974年)
- 『反逆という名の伝説』 - One Day It Will Please Us to Remember Even This (2006年)
- 『コーズ・アイ・セッズ・ソー』 - Cause I Sez So (2009年)
- 『ダンシング・バックワード・イン・ハイ・ヒールズ』 - Dancing Backward in High Heels (2011年)

### デモ・アルバム
- 『リップ・スティック・キラーズ』 - Lipstick Killers – The Mercer Street Sessions 1972 (1981年)
- 『セヴン・デイ・ウィークエンド』 - Seven Day Weekend (1992年)
- Actress – "Birth of the New York Dolls" (2000年)
- Endless Party (2000年)
- Private World - The Complete Early Studio Demos 1972–1973 (2006年)

### ライブ・アルバム
- 『レッド・パテント・レザー』 - Red Patent Leather (1984年)
- 『パリス・バーニング』 - Paris' Burning (1993年)
- The Glamorous Life Live (1999年)
- From Paris with Love (L.U.V.) (2002年)
- 『モリッシー・プレゼンツ・ザ・リターン・オブ・ザ・ニューヨーク・ドールズ』 - Morrissey Presents: The Return Of New York Dolls Live From Royal Festival Hall (2004年)
- Live At the Filmore East (2008年)
- Viva Le Trash '74 (2009年)
- 『バタフライン〜ライヴ1974』 - Butterflyin' (2015年)

### コンピレーション・アルバム
- Very Best of New York Dolls (1977年)
- 『ナイト・オブ・ザ・リビング・ドールズ』 - Night of the Living Dolls (1985年)
- The Best of the New York Dolls (1985年)
- Super Best Collection (1990年)
- 『ニュー・ローズ・ライヴ・コレクション』 - New Rose Live Collection (1992年) ※日本盤のみ
- 『イーヴル・ドールズ』 - New York Tapes 72/73 (1993年)
- 『ロックン・ロール』 - Rock'n Roll (1994年)
- Hootchie Kootchie Dolls (1998年)
- The Glam Rock Hits (1999年)
- Actress: Birth of The New York Dolls (2000年)
- Endless Party (2000年)
- Looking For A Kiss (2003年)
- Manhattan Mayhem (2003年)
- 20th Century Masters – the Millennium collection: the best of New York Dolls (2003年)